# Skadi Mons
Skadi Mons is een berg op de planeet Venus. Skadi Mons werd in 1994 genoemd naar Skaði, berggodin uit de Noordse mythologie.
De berg heeft een diameter van 40 kilometer en bevindt zich in het quadrangle Fortuna Tessera (V-2) in Ishtar Terra vlak bij Maxwell Montes. Ten zuidoosten van Skadi Mons ligt inslagkrater Cleopatra en Anuket Vallis.